# Geolycosa impudica
Geolycosa impudica är en spindelart som först beskrevs av Cândido Firmino de Mello-Leitão 1944.  
Geolycosa impudica ingår i släktet Geolycosa och familjen vargspindlar. Inga underarter finns listade i Catalogue of Life.